# The Body Politic
The Body Politic (en esp. «El cuerpo político») fue una revista mensual canadiense, publicada de 1971 a 1987, una de las primeras revistas gais del país, que tuvo una influencia notable en el desarrollo de la comunidad LGBT de Canadá.

## Historia
La revista se publicó por primera vez el 1 de noviembre de 1971 por un colectivo informal, que funcionaba desde la casa de Jearld Moldenhauer, propietario de la librería Glad Day Bookshop. El colectivo fue incorporado como Pink Triangle Press en 1975. 
Los escritores asociados con la revista incluían a Gerald Hannon, Stan Persky, Michael Lynch, Stephen O. Murray, John Greyson, David Rayside, Herbert Spiers, Sue Golding, Richard Summerbell y Gary Kinsman.
The Body Politic fue acusada en dos ocasiones de publicar material obsceno; en 1977 por el artículo «Men Loving Boys Loving Men» («Hombres que aman a muchachos que aman a hombres») de Hannon y en 1982 por «Lust with a Very Proper Stranger» («Lujuria con un extraño muy adecuado»), un artículo sobre el fisting. La revista fue absuelta en ambos casos. El material requisado por la policía en el juicio de Hannon no serían devueltos a la revista hasta 1985.
La revista dejó de publicarse en 1987, siguiendo el lanzamiento por Pink Triangle Press del tabloide Xtra! en 1984. La revista también creó el Canadian Lesbian and Gay Archives en 1973.
En 2008 fue nominada la 17 revista más influyente en la historia de las publicaciones de Canadá por la revista Masthead, la revista de la industria de publicación de revistas de Canadá.